# رانكين إنلات
كليد ريفر هي بلدة تقع في ولاية نونافوت،كندا.